# Eptatretus caribbeaus
Eptatretus caribbeaus är en ryggsträngsdjursart som beskrevs av Bo Fernholm 1982. Eptatretus caribbeaus ingår i släktet Eptatretus och familjen pirålar. IUCN kategoriserar arten globalt som livskraftig. Inga underarter finns listade i Catalogue of Life.